# Platan javorolistý v Nádražní ulici na Smíchově
Platan javorolistý v Nádražní ulici na Smíchově je významný strom, který roste v Praze 5 mezi Smíchovským nádražím a Zlíchovským lihovarem poblíž zaniklé zastávky městské hromadné dopravy ČSAD Smíchov.

## Popis
Strom je nadprůměrného vzrůstu i věku. Roste mezi komunikací a hospodářskou stavbou bývalé usedlosti v místech původní úrovně terénu. Obvod jeho kmene je 3,93 metrů a výška 25 metrů, stáří se odhaduje na 150 let. (r. 2016).

## Historie
Platan byl vysazen kolem roku 1865 při hospodářské usedlosti Červená Zahrada, která byla zbořena počátkem 20. století. Jako krajinná dominanta byl do databáze významných stromů Prahy zařazen roku 2013.